# Peter J. Wilson
Peter Joseph Wilson (* 31. März 1933 in Croydon; † 9. Juli 2005) war ein britischer Ethnologe.

## Leben
Er erwarb den  Ph.D. an der Yale University. Er unterrichtete in Yale, Vassar, Washington und Bennington. Von 1962 bis 1963 absolvierte er Feldforschung bei den Tsimihety in Madagaskar. Von 1964 bis 1965 arbeitete er mit den Selangor von Malaysia zusammen. Er lehrte ab den 1970er-Jahren an der University of Otago.

## Schriften (Auswahl)
- A Malay village and Malaysia. Social values and rural development. New Haven 1967, OCLC 519056.
- Crab antics. The social anthropology of English-speaking Negro societies of the Caribbean. New Haven 1973, ISBN 0-300-01536-4. archive.org
- Man, the promising primate. The conditions of human evolution. New Haven 1980, ISBN 0-300-02514-9.
- The domestication of the human species. New Haven 1988, ISBN 0-300-04243-4.

| Personendaten    | Personendaten        |
| ---------------- | -------------------- |
| NAME             | Wilson, Peter J.     |
| ALTERNATIVNAMEN  | Wilson, Peter Joseph |
| KURZBESCHREIBUNG | britischer Ethnologe |
| GEBURTSDATUM     | 31. März 1933        |
| GEBURTSORT       | Croydon              |
| STERBEDATUM      | 9. Juli 2005         |